# Vincenzo Maria Miglietti
Vincenzo Maria Miglietti (né le 25 mai 1809 à Moncalieri, dans l'actuelle province de Turin, au Piémont et mort le 14 juillet 1864 à Nichelino) est un député et homme politique du royaume de Sardaigne, puis du royaume d'Italie. Il est aussi ministre de la Justice, des Grâces, du Culte et des affaires ecclésiastiques sous le gouvernement de Bettino Ricasoli nommé le 12 juin 1861.

## Biographie
Vincenzo Maria Miglietti est un avocat élu député au 8e collège de Turin en mars 1850, et au 2e collège de Turin en 1862. Par résolution souveraine du 3 mars 1861, le roi Victor-Emmanuel II constitue son nouveau ministère avec Bettino Ricasoli, et nomme Miglietti, ministre de la Justice, des Grâces, du Culte et des affaires ecclésiastiques le 12 juin 1861 jusqu'au 3 mars 1862 
Les registres de la paroisse de Trinità di Nichelino, indiquent que la mort du député a été constatée dans la propriété familiale de Miglietti de la ville de Nichelino le 14 juillet 1864 à cinq heures du soir à l'âge de 56 ans. Sa mort est controversée, et une plainte a été déposée le lendemain de sa mort par Joseph Gariglio âgé de 39 ans et Ferdinand Miglietti 37 ans. Sa plaque funéraire avec son inscription n'existe plus.

## Famille
Né de père Domenico Miglietti et de mère Michelina Gariglio, Vincenzo Maria Miglietti épouse Ferdinanda Bersezio. Il aura une fille naturelle Michelina Miglietti.

## Sources
- (it) Cet article est partiellement ou en totalité issu de l’article de Wikipédia en italien intitulé « Vincenzo Maria Miglietti » (voir la liste des auteurs).